# Relations entre Juifs et Jésuites
Les relations entre Juifs et Jésuites ont connu de multiples variations entre la fondation de la Compagnie de Jésus (1540) et la déclaration Nostra Ætate (1964), issue du concile Vatican II. 

## Historique
Les premiers temps, la Compagnie, à commencer par son fondateur Ignace de Loyola, se montre très favorable au peuple juif, au point de refuser le décret sur la pureté de sang (Limpieza de sangre) ainsi que l'obligation de participer à l'Inquisition comme le voudrait Paul IV, le « pape le plus antisémite » selon Jean Lacouture. Ignace de Loyola, qui n'a pas d'ancêtres juifs (autant qu'il le sache), déclare qu'il aurait été fort honoré d'appartenir au même peuple que Marie et Jésus-Christ. Parmi ses sept compagnons, plusieurs sont considérés comme étant d'ascendance juive. Pour les historiens, c'est en tout cas une certitude à propos de Diego Lainez, issu d'une famille de « nouveaux chrétiens ».
Cependant, au cours des années, cette attitude se transforme en une hostilité grandissante. Les Jésuites espagnols, en particulier, tiennent à garder le silence sur les ancêtres de Diego Lainez et finissent par accepter le décret sur la « pureté de sang ». Le seul membre de la Compagnie à oser se rebeller, à cette époque, est le dernier survivant des compagnons d'Ignace.
Cette hostilité apparaît d'autant plus paradoxale à Marc Rastoin, prêtre catholique jésuite, qu'elle ne se contente pas de trahir l'esprit ignatien : elle ne tient pas compte d'une similitude entre Juifs et Jésuites, car les uns et les autres « ont supporté les mêmes accusations tout au long de leur histoire : cosmopolitisme, amour du pouvoir et de l'argent, esprit de corps faisant fi des appartenances nationales, intellectualisme spécieux », légendes noires qui proviennent d'un « mélange d'admiration et de jalousie ».
Dans les années 1950, toutefois, lorsque Joe Golan, l'émissaire du Congrès juif mondial, souhaitera aller au-delà de la Déclaration de Seelisberg, c'est vers les Jésuites qu'il se tournera, notamment vers le cardinal Augustin Bea[réf. nécessaire].